# Entesa per Mallorca
Entesa per Mallorca o simplement Entesa (ExM) va ser un partit polític nacionalista i progressista mallorquí. Entre 2010 i 2013 va formar part d'una coalició amb el Partit Socialista de Mallorca i IniciativaVerds, fusionant-se amb el PSM en febrer de 2013.

## Història
Entesa es fundà el mes d'octubre del 2006 amb el nom d'Entesa per Mallorca. Els seus estatuts estableixen que és una organització política que assumeix les fonts fonamentals del mallorquinisme polític i de la socialdemocràcia europea moderna. Els membres fundadors foren Ramon Quetglas, Felip Esteva, Maria Eugènia Pou i Miquel Gual. El 21 d'octubre de 2006 se celebrà el seu primer congrés en el qual fou elegit President Gabriel Huguet i Ballester, Secretari General Jaume Sansó i Secretari d'Organització Francesc Garcies. També formaren part del partit en aquell primer congrés Mateu Crespí, ex-batle de Santa Eugènia i Monserrat Santandreu, ex-batle d'Artà. A l'octubre del 2007 celebraren a Inca el seu segon congrés, reelegint Gabriel Huguet i Ballester, Jaume Sansó i Francesc Garcíes com a màxims dirigents.
El 23 de febrer de 2013 va unir-se amb Partit Socialista de Mallorca i adoptà la denominació Partit Socialista de Mallorca-Entesa (PSM-Entesa).

## Projecte polític
Entesa per Mallorca és un partit que va néixer arran d'una escissió del PSM. En l'escissió no hi va ser estranya la tensió interna dins el partit que ja havia nomenat com a cap de llista Mateu Crespí. La decisió de formar el Bloc per Mallorca eliminava la possibilitat que aquest lideratge es fes efectiu. El grup derrotat en el Congrés del PSM va argumentar que la creació del Bloc implicava la desvirtuació del projecte nacionalista que fins aleshores representava el PSM. Per aquest motiu, Entesa té entre els seus objectius la unificació del nacionalisme progressista, dividit en tres formacions: PSM, Esquerra Republicana de Catalunya i ells mateixos.
Com a objectiu programàtic, Entesa aspirava a assolir el ple reconeixement polític del país com a nació europea i el progrés de la seva gent.

## Eleccions
El 2007 va ser la primera vegada que Entesa es presentà a unes eleccions, tot i que només es presentà a nivell municipal. Entesa aconseguí uns quants regidors a través de pactes preelectorals, formant part del govern en alguns ajuntaments. En alguns municipis, Entesa es presentà a través de partits independents federats a Entesa. Ocupà càrrecs en el Govern Balear i en el Consell gràcies al suport d'UM, PSOE i Esquerra Republicana en reciprocitat per la contribució d'Entesa als resultats electorals d'aquests partits.
L'any 2008 Entesa va aconseguir un dels èxits programàtics, com va ser formar la candidatura electoral Unitat per les Illes, coalició formada per PSM, Unió Mallorquina, Esquerra Republicana de Catalunya, Entesa, els verds de Menorca i diversos partits independents de l'illa, de cara a les eleccions legislatives espanyoles del 9 de març. Però l'experiència, liderada per Pere Sampol, va acabar, sense l'èxit esperat. Els resultats foren inferiors als aconseguits en solitari pel PSM. Això demostrava la manca de perspectiva política de la proposta d'Entesa.
El secretari general d'Entesa, Jaume Sansó va ser candidat al Senat i el president d'Entesa per Palma, Ponç Vaquer fou el número vuit de la candidatura. Aquesta coalició tenia com a objectiu trencar amb el bipartidisme PP-PSOE i aconseguir per primera vegada una veu nacionalista al Congrés dels diputats. La candidatura estava encapçalada per Pere Sampol. L'intent va tenir un ensulsiada electoral evident davant la manca d'interès dels partits integrants d'Unitat i el rebuig manifest de l'electorat.